# Клемм, Оскар Карлович
Оскар Карлович Клемм (1822, Митава — 1891, Вильно) — генерал от инфантерии Русской императорской армии, первый комендант Ковенской крепости (1887—1889).
Его старший брат — генерал-лейтенант Вильгельм Карлович Клемм.

## Биография
Родился 23 июля (4 августа) 1822 года в Митаве. Отец, Карл Евстафьевич фон Клемм (?—1825), мать, Вильгемина, урожд. фон Браун. Учился в Ревельской гимназии, после чего поступил в Дворянский полк.
22 июля 1840 года унтер-офицер Дворянского полка Оскар Клем произведён в прапорщики в Гренадерский Короля Фридриха-Вильгельма III полк.
6 декабря 1843 года произведён в подпоручики, а 15 апреля 1845 года — в поручики. 6 декабря 1847 года получил чин штабс-капитана, а 3 апреля 1849 года — капитана.
17 сентября 1849 года капитан Гренадерского Короля Фридриха-Вильгельма III полка Клем переведён в лейб-гвардии Преображенский полк с чином штабс-капитана гвардии. После производства в капитаны командовал ротой.
30 августа 1856 года произведён в полковники, со старшинством с 18 мая 1855 года, и переведён в лейб-гвардии Волынский полк, а 22 октября 1855 года переведён в лейб-гвардии Литовский полк, где около трёх лет командовал батальоном.
30 января 1859 года назначен помощником окружного генерала 1-го округа Корпуса внутренней стражи, с зачислением по армейской пехоте. С 3 марта 1861 года — помощник командующего 3-м округом Корпуса внутренней стражи. 30 августа 1862 года произведён в генерал-майоры.
13 августа 1864 года назначен помощником начальника местных войск Казанского военного округа, а с 28 октября 1865 года по 6 декабря 1867 года состоял для особых поручений при командующем войсками Казанского военного округа, после чего временно исправлял должность начальника местных войск этого округа. С 26 марта по 12 ноября 1868 года состоял без должности, а затем — в прикомандировании к штабу Московского военного округа.
26 августа 1870 года назначен командующим 17-й пехотной дивизией, а 28 марта 1871 года произведён в генерал-лейтенанты, с утверждением в должности начальника этой дивизии. 28 марта 1875 года назначен начальником местных войск Московского военного округа, с 17 октября по 21 ноября 1881 года состоял за штатом, после чего назначен состоять в распоряжении командующего войсками этого округа.
С 9 марта по 25 октября 1882 года являлся начальником местных войск Кавказского военного округа, после чего до марта 1886 года состоял причисленным к военному министерству. 4 марта 1886 года назначен комендантом Бендерской крепости, 4 июня того же года переведён комендантом в Москву, но уже 16 июля возвращён в Бендеры.
30 августа 1887 года произведён в генералы от инфантерии и 13 сентября того де года назначен первым комендантом крепости Ковна. Жил в большом особняке, переделанном для нужд военных. Под руководством Клемма было завершено строительство крепости, организован её гарнизон и артиллерийские расчёты. Период пребывания в крепости был недолгим, но сложным и насыщенным; 9 апреля 1889 года Клемм бал назначен помощником командующего войсками Виленского военного округа, однако в 1891 году карьеру генерала прервала смерть.
Старожилы Ковны рассказывали историю, по которой в 1887 году комендант ожидал визита ковенского губернатора, предполагая, что гражданские власти города должны быть в первую очередь представлены военному руководству. В то же время губернатор думал иначе и ждал, когда вновь назначенный комендант приедет на доклад к гражданскому руководству. Оба чиновника два месяца ожидали обоюдных визитов и не могли решить, кто из них более важен, а их взаимное знакомство началось с жалоб в Санкт-Петербург.

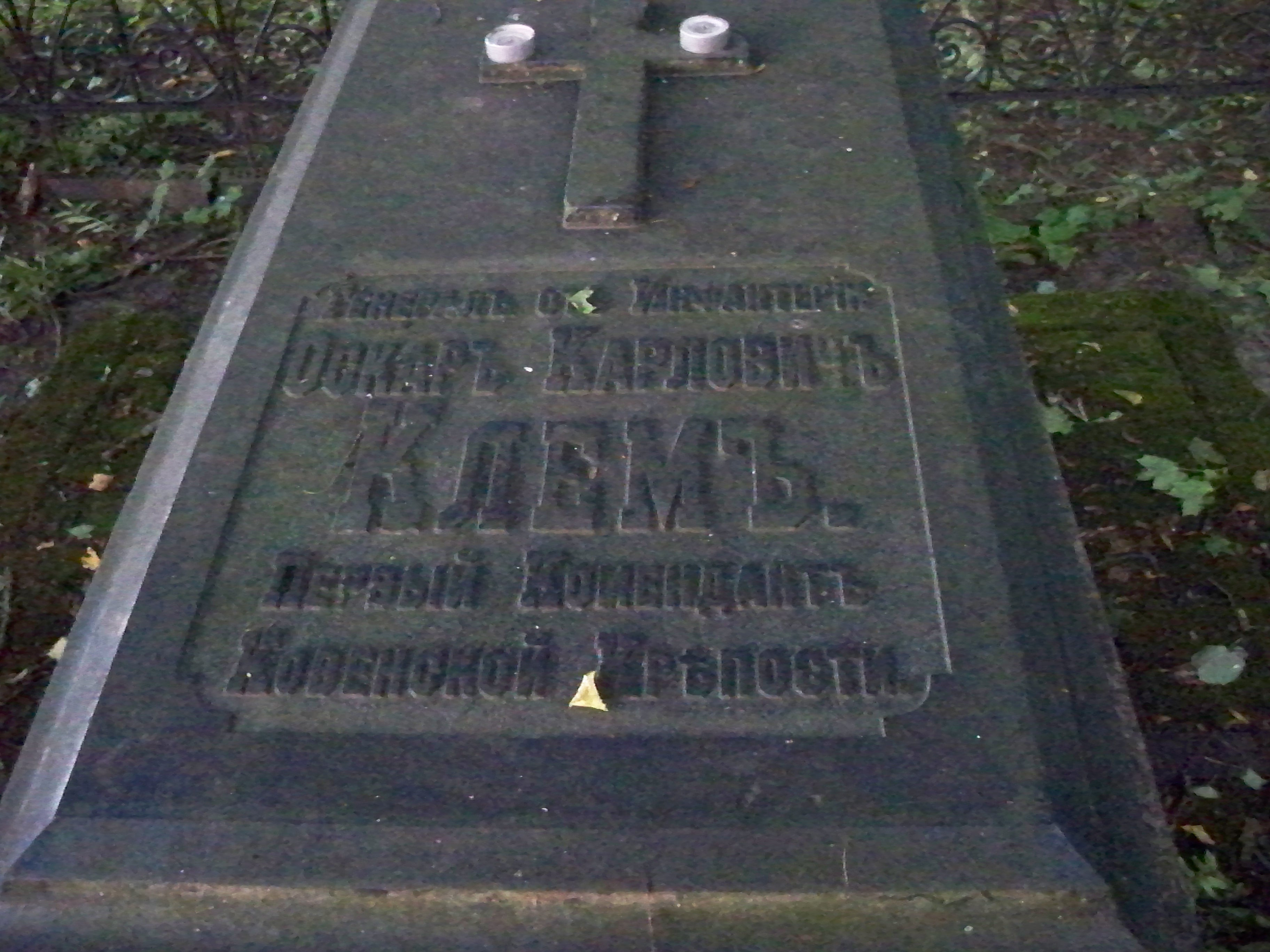
Могила О. К. Клема на Фредском кладбище

Умер 22 января (3 февраля) 1891 года в Вильно. Был похоронен на старом Фредском кладбище в Ковно, где, как считается, он завещал себя захоронить. Могила с массивным надгробием сохранилась.
В 2011 году Каунас посетили представители семейства Болтон-Кинг-Бек-Клемм-Гроттен, прибывшие из Англии, Австралии, Франции и Финляндии. Почтив историческую память знаменитого предка, они посетили места, где служил генерал Оскар Клемм.

## Награды
- орден Святого Станислава 2-й степени (1856)
- императорская корона к ордену Святого Станислава 2-й степени (1858)
- знак отличия беспорочной службы за XV лет (1859)
- орден Святой Анны 2-й степени (1861)
- орден Святого Владимира 3-й степени (1865)
- орден Святого Станислава 1-й степени (1867)
- орден Святой Анны 1-й степени (1872)
- орден Святого Владимира 2-й степени (1875)
- орден Белого орла (1882)
- знак отличия беспорочной службы за XL лет (1886)
- орден Святого Александра Невского (30 июля 1890)[3]

## Семья
Жена — Мария фон Бек (6.01.1824, Нарва — 1911), в браке с 14 января 1845 года в Нарве. Их дети:
- Оскар Пауль (1848—1911)
- Мария (1849—?)
- Ольга-София/Olga Sophie von Grootten (1854—1926), замужем за Максимилианом Несторовичем Гротеном (1848—1923); их сын Георгий Максимович (Максимилианович) Гротен[4]
- Александр (1857—?)
- Аделаида/Adelaide Marie von Ducker (1859—?)
- Василий (1861—1938), был первым консулом Российской империи на территории Индии
- Вера (1863—?)
- Владимир (1874—?)
- Пётр